# Aquilegia colchica
Aquilegia colchica är en ranunkelväxtart som beskrevs av Kemul.-nat.. Aquilegia colchica ingår i släktet aklejor, och familjen ranunkelväxter. Inga underarter finns listade i Catalogue of Life.